# Évrecy
Évrecy er en kommune i Calvados departementet i Basse-Normandie regionen i det nordvestlige Frankrig.

## Seværdigheder
- Kloster fra tiden før normannerne
- Kirke fra 13. – 15. århundrede, som er optaget i den supllerende liste over historiske monumenter i Frankrig.